# Gallinula tenebrosa
Gallinula tenebrosa е вид птица от семейство Rallidae.

## Разпространение
Видът е разпространен в Австралия, Индонезия, Източен Тимор, Нова Каледония и Папуа Нова Гвинея.